# Belleroche (Loira)
Belleroche és un municipi francès situat al departament del Loira i a la regió d'Alvèrnia-Roine-Alps. L'any 2007 tenia 256 habitants.

## Demografia

### Població
El 2007 la població de fet de Belleroche era de 256 persones. Hi havia 112 famílies de les quals 31 eren unipersonals (23 homes vivint sols i 8 dones vivint soles), 42 parelles sense fills, 35 parelles amb fills i 4 famílies monoparentals amb fills.
La població ha evolucionat segons el següent gràfic:
Habitants censats

### Habitatges
El 2007 hi havia 241 habitatges, 114 eren l'habitatge principal de la família, 100 eren segones residències i 27 estaven desocupats. 234 eren cases i 5 eren apartaments. Dels 114 habitatges principals, 97 estaven ocupats pels seus propietaris, 11 estaven llogats i ocupats pels llogaters i 6 estaven cedits a títol gratuït; 4 tenien dues cambres, 10 en tenien tres, 34 en tenien quatre i 66 en tenien cinc o més. 89 habitatges disposaven pel capbaix d'una plaça de pàrquing. A 56 habitatges hi havia un automòbil i a 51 n'hi havia dos o més.

### Piràmide de població
La piràmide de població per edats i sexe el 2009 era:
| Homes | Edats   | Dones |
| ----- | ------- | ----- |
| 0     | 95 o +  | 0     |
| 1     | 90 a 94 | 0     |
| 2     | 85 a 89 | 3     |
| 2     | 80 a 84 | 4     |
| 6     | 75 a 79 | 9     |
| 3     | 70 a 74 | 11    |
| 15    | 65 a 69 | 6     |
| 9     | 60 a 64 | 9     |
| 8     | 55 a 59 | 8     |
| 6     | 50 a 54 | 9     |
| 6     | 45 a 49 | 5     |
| 6     | 40 a 44 | 4     |
| 4     | 35 a 39 | 6     |
| 5     | 30 a 34 | 2     |
| 8     | 25 a 29 | 6     |
| 4     | 20 a 24 | 4     |
| 7     | 15 a 19 | 5     |
| 3     | 10 a 14 | 8     |
| 3     | 5 a 9   | 5     |
| 5     | 0 a 4   | 5     |

## Economia
El 2007 la població en edat de treballar era de 155 persones, 105 eren actives i 50 eren inactives. De les 105 persones actives 95 estaven ocupades (58 homes i 37 dones) i 11 estaven aturades (2 homes i 9 dones). De les 50 persones inactives 27 estaven jubilades, 10 estaven estudiant i 13 estaven classificades com a «altres inactius».

### Ingressos
El 2009 a Belleroche hi havia 117 unitats fiscals que integraven 252 persones, la mediana anual d'ingressos fiscals per persona era de 17.180 €.

### Activitats econòmiques
Dels 9 establiments que hi havia el 2007, 1 era d'una empresa de fabricació de material elèctric, 1 d'una empresa de fabricació d'altres productes industrials, 4 d'empreses de construcció, 1 d'una empresa de comerç i reparació d'automòbils, 1 d'una empresa d'hostatgeria i restauració i 1 d'una empresa de serveis.
Dels 5 establiments de servei als particulars que hi havia el 2009, 1 era un paleta, 1 fusteria, 1 empresa de construcció i 2 restaurants.
L'any 2000 a Belleroche hi havia 18 explotacions agrícoles que ocupaven un total de 459 hectàrees.

## Poblacions més properes
El següent diagrama mostra les poblacions més properes.